# Fanwood (New Jersey)
Fanwood – miejscowość  w hrabstwie Union w stanie New Jersey w USA. Według danych z 2010 roku Fanwood zamieszkiwało ponad 7 tys. osób.

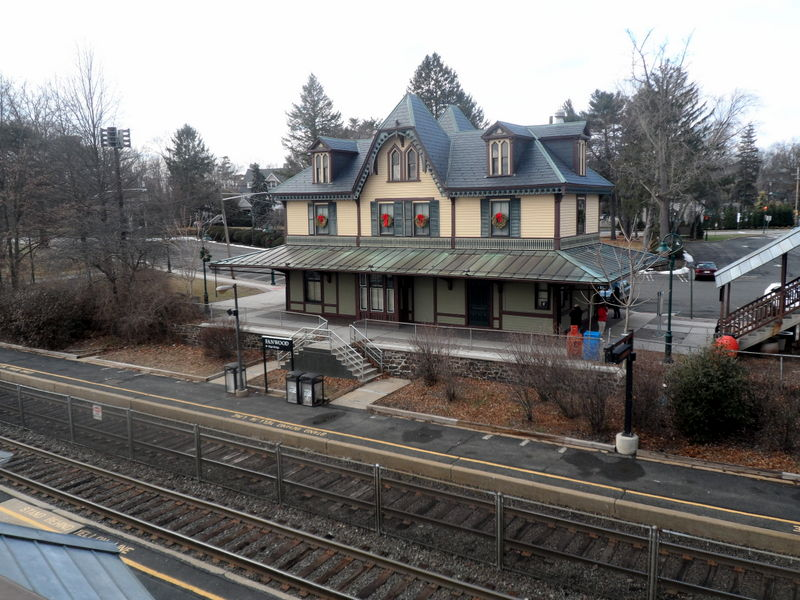
Stacja kolejowa w Fanwood